# Broome Shire
Koordinaten: 17° 57′ S, 122° 14′ O

Das Shire of Broome ist ein lokales Verwaltungsgebiet (LGA) im australischen Bundesstaat Western Australia. Das Gebiet ist 55.796 km² groß und hat über 16.000 Einwohner (2016).
Broome liegt an der Nordwestküste in der Region Kimberley etwa 1700 Kilometer nordöstlich der Hauptstadt Perth. Der Sitz des Shire Councils befindet sich in der Küstenstadt Broome, wo etwa 14.000 Einwohner leben (2016).

## Verwaltung
Der Broome Council hat neun Mitglieder, die von den Bewohnern der zwei Wards (sieben aus dem Broome Ward, zwei aus dem Dampier Ward) gewählt. Aus dem Kreis der Councillor rekrutiert sich auch der Ratsvorsitzende und President des Shires.